# Junkers CL.I
 Junkers CL-I  (tovární označení J-10) byl německý dvoumístný jednomotorový bitevní letoun z období první světové války určený k podpoře pěchoty při útoku.

## Vznik
Na začátku roku 1918 byla zahájena konstrukce nového bitevního letounu CL-I. Německý inženýr Hugo Junkers již v roce 1915 vytvořil první celokovový samonosný letoun Junkers J-1 jehož konstrukce se vyznačovala samonosným křídlem a potahem z duralového vlnitého plechu. Tuto koncepci pak použil u většiny svých prototypů.
První let CL-I byl proveden 4. května 1918. Letoun se vyznačoval velmi dobrými letovými vlastnostmi a vysokou rychlostí. Celkově pak bylo vyrobeno 47 kusů, které byly rozděleny po pár kusech do vojenských jednotek k vyzkoušení.
Vyrobena byla i varianta s plováky s označením J-11 určená k námořnímu průzkumu.

## Popis konstrukce
Letoun byl dvoumístný jednoplošník se samonosným křídlem. Trup letadla byl potažen vlnitým duralovým plechem a na rozdíl od ostatních konstrukcí bitevních letounů neměl pancéřování z ocelového plechu, neboť se předpokládalo, že duralový plech bude dostatečně odolný proti pěchotním zbraním.
Pro pohon letounu byl vybrán řadový šestiválec Mercedes D.IIIa o výkonu 160 k s čelním chladičem vody. Válce byly nekryté a výfuk byl umístěn na pravé straně letounu. Vrtule byla dřevěná dvoulistá.
Pilot měl k dispozici dva synchronizované kulomety Spandau LMG 08/15 ráže 7,92 mm, což byla vzduchem chlazená varianta MG 08/15. Pozorovatel byl pak vybaven kulometem Parabellum LMG 14 ráže 7,92 mm na oběžném kruhu s možností střelby dolů.

## Specifikace (CL.I)

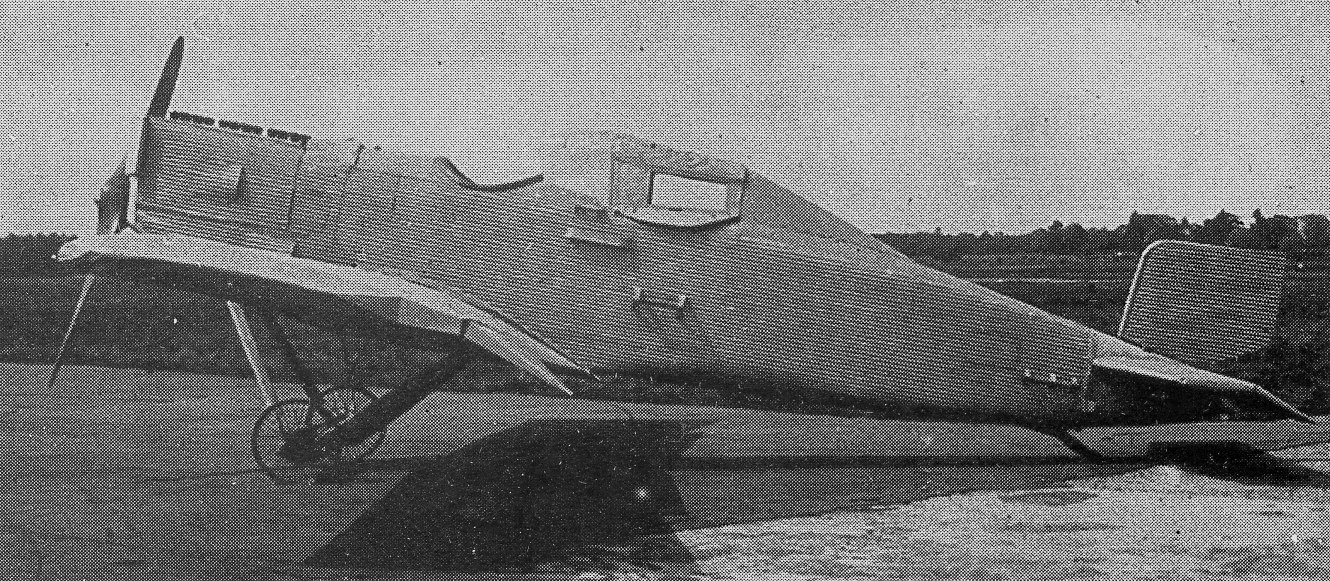
Junkers J-10 upravený na dopravní letoun

Údaje dle

### Technické údaje
- Osádka: 2
- Rozpětí: 12,2 m
- Délka: 7,9 m
- Výška: 2,68 m
- Hmotnost prázdného letounu: 730,0 kg
- Vzletová hmotnost: 1155,0 kg
- Pohonná jednotka:  1 × kapalinou chlazený šestiválcový řadový motor Mercedes D.IIIa
- Výkon pohonné jednotky: 180 hp (130 kW)

### Výkony
- Maximální rychlost: 190 km/h
- Cestovní rychlost: 155 km/h
- Vytrvalost: 2 hod.
- Výstup na výšku 3000 m: 14 min.

### Výzbroj
- 2 × synchronizovaný kulomet Spandau lMG 08[4] ráže 7,92 mm
- 1 × pohyblivý kulomet Parabellum MG 14[4] ráže 7,92 mm